# Stellidia stellata
Stellidia stellata är en fjärilsart som beskrevs av William Schaus 1912. Stellidia stellata ingår i släktet Stellidia och familjen nattflyn. Inga underarter finns listade i Catalogue of Life.